# Ave, Palavra
Ave, Palavra é um livro de contos, poemas, notas de viagem, diário, flagrantes, reportagens poéticas e meditações de Guimarães Rosa, publicado postumamente, em 1970. Um dos livros mais variados do autor, era considerado por ele próprio como uma miscelânea formal e temática.
Recebeu o Prêmio Jabuti de Produção Gráfica (menção honrosa) em 2002.